# فلای جرجیا
فلای جرجیا (به انگلیسی: Fly Georgia) یک شرکت هواپیمایی با کد یاتا 9Y است که در تاریخ ۲۰۱۱ میلادی تأسیس شده و در تاریخ ۲۰۱۳ فعالیتش را آغاز کرده‌است. دفتر مرکزی فلای جرجیا در تفلیس، گرجستان واقع شده‌است و قطب این شرکت هواپیمایی در فرودگاه بین‌المللی تفلیس قرار دارد و به ۶ مقصد، پرواز انجام می‌دهد.

## مقصدهای پروازی

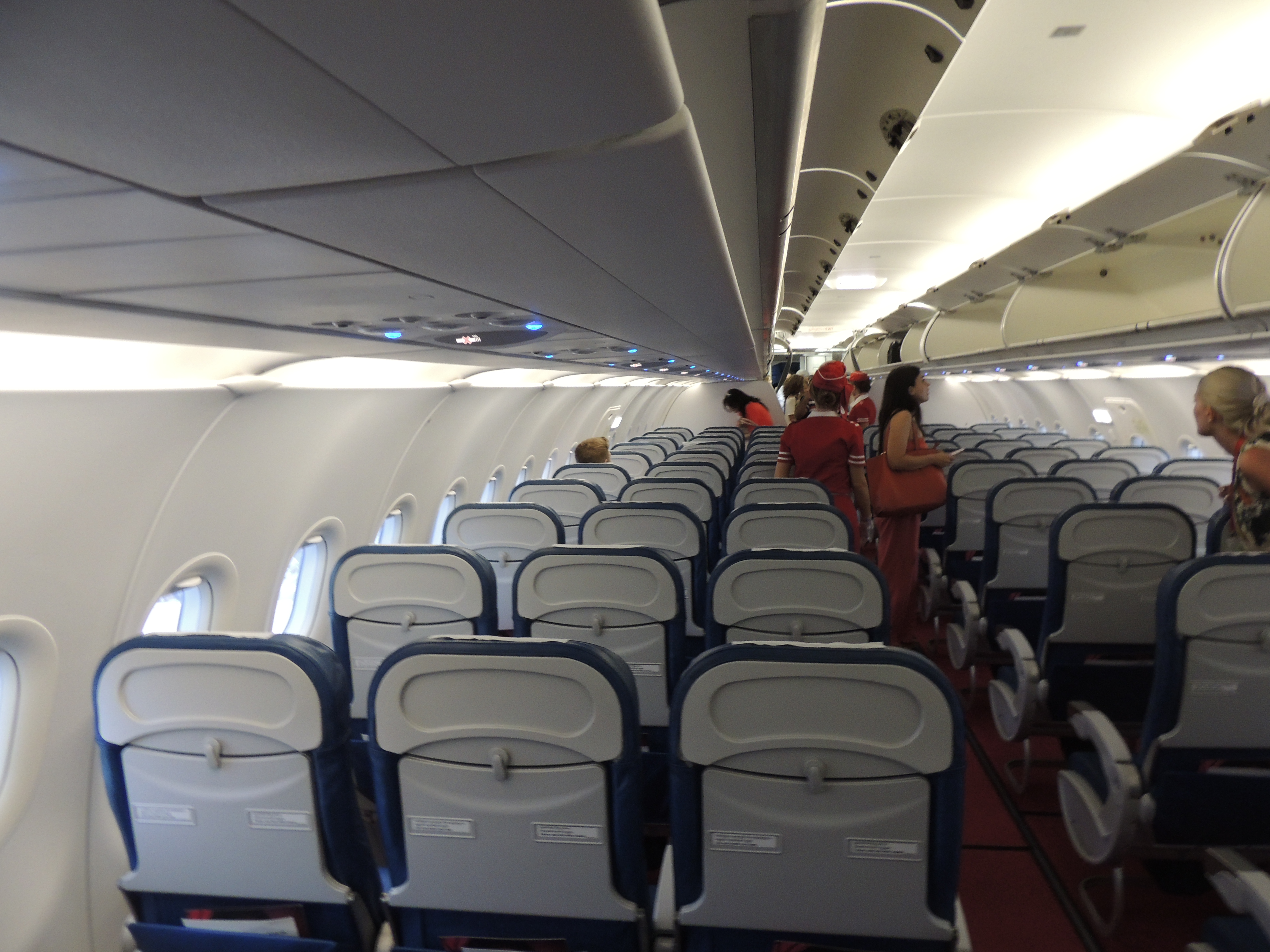
کابین هواپیمای ایرباس هواپیمایی فلای جرجیا

|  | قطب              |
|  | شهر کانونی       |
|  | مسیرهای آتی      |
|  | مسیرهای فصلی     |
|  | مسیرهای متوقف‌شده |

## ناوگان

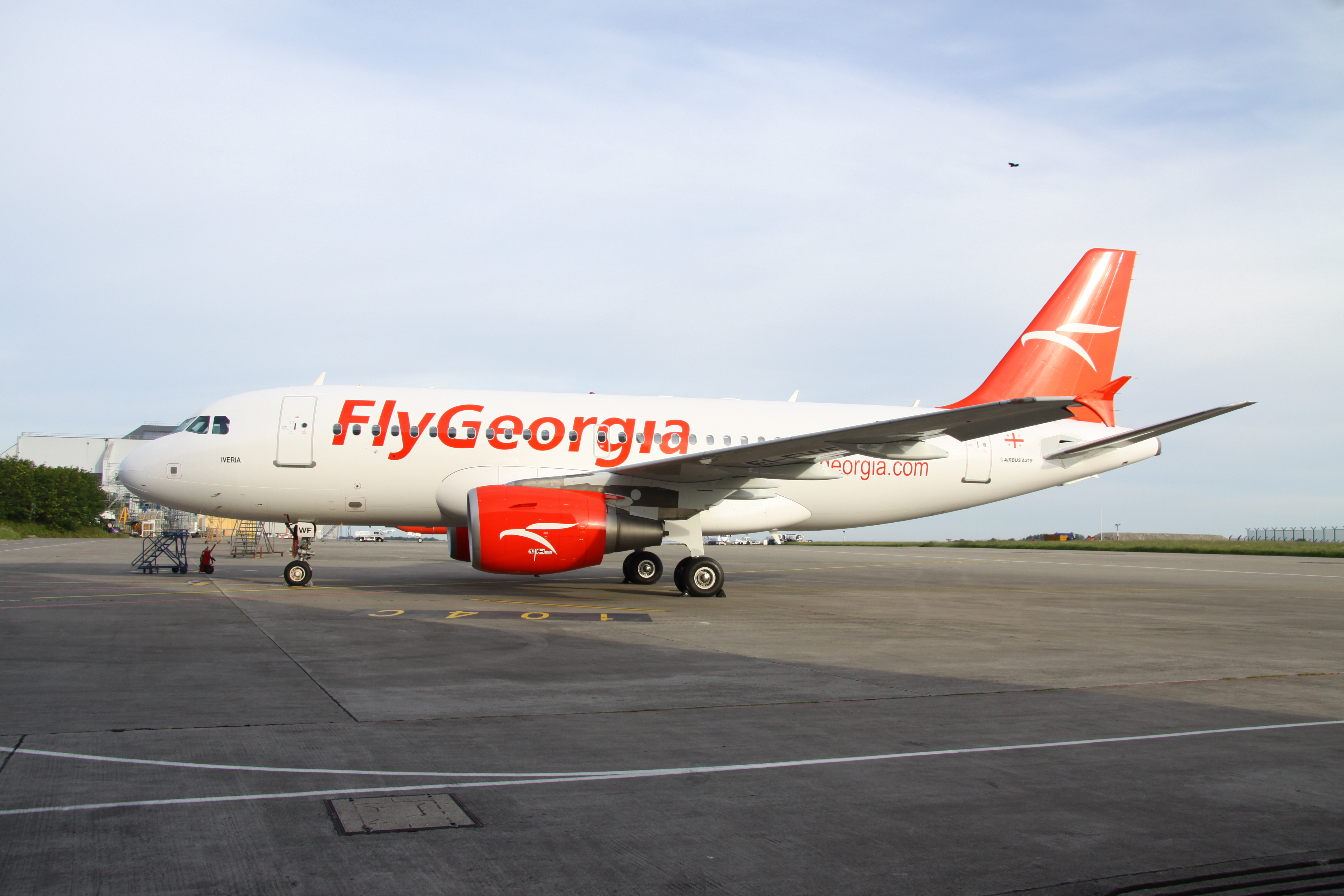
یک فروند ایرباس ای۳۱۹-۱۰۰ متعلق به فلای جرجیا.

ناوگان هوایی فلای جرجیا به شرح زیر است (در دسامبر ۲۰۱۲ میلادی):